# Xaspoladoba
Xaspoladoba är en ort i Azerbajdzjan.   Den ligger i distriktet Xaçmaz Rayonu, i den nordöstra delen av landet, 150 km nordväst om huvudstaden Baku. Xaspoladoba ligger 13 meter över havet och antalet invånare är 1 837.
Terrängen runt Xaspoladoba är platt. Närmaste större samhälle är Xaçmaz, 3,3 km sydväst om Xaspoladoba.
Trakten runt Xaspoladoba består till största delen av jordbruksmark. Runt Xaspoladoba är det ganska tätbefolkat, med 129 invånare per kvadratkilometer.